# ドレーニスケ・トプリーツェ
ドレーニスケ・トプリーツェ(Dolenjske Toplice)はスロベニアにある市。